# Brandon Coleman
Brandon Coleman (Newport News, 12 ottobre 2000) è un giocatore di football americano statunitense che milita nel ruolo di offensive tackle per i Washington Commanders della National Football League (NFL).

## Carriera universitaria
Coleman iniziò la sua carriera nel college football con i Cardinals del Trinity Valley Community College nel 2019, disputando sette partite. L’anno successivo optò per passare a giocare con i TCU Horned Frogs.
Coleman disputò 4 partite nel 2020 prima di chiudere l’annata a causa di un infortunio. Divenne titolare nel 2021, chiudendo con 11 presenze, di cui 8 come titolare. Nel 2022 disputò come titolare tutte le 15 partite, contribuendo a uno dei migliori attacchi della nazione e a raggiungere la finale di campionato (persa contro Georgia), venendo nominato menzione onorevole della Big 12 Conference. Nel 2023 fu nominato capitano della squadra, partendo come titolare in 11 partite e venendo inserito nella seconda formazione ideale della Big 12 dopo avere concesso un solo sack agli avversari diretti. A fine anno fu invitato a partecipare al Senior Bowl

## Carriera professionistica

### Washington Commanders
Coleman fu scelto nel corso del terzo giro (67º assoluto) del Draft NFL 2024 dai Washington Commanders. Debuttò come professionista subentrando nella gara del primo turno contro i Tampa Bay Buccaneers. La sua prima stagione si chiuse con 16 presenze, di cui 12 come titolare.